# Клименко Микола Васильович
Климе́нко Мико́ла Васи́льович (15 травня 1925, Мала Олександрівка, СРСР — 1 грудня 2018, Мала Олександрівка, Україна) — радянський військовик, молодший сержант, учасник Другої світової війни. Кавалер Ордена Вітчизняної війни II ст. та Ордена Слави III ст.

## Життєпис
Микола Клименко народився у селі Мала Олександрівка Бориспільського району Київської області. У серпні 1943 року був мобілізований Бориспільським РВК до лав Радянської армії. Після призову воював на 1-му Українського фронті, а з березня 1944 року — на 2-му Українському фронті. Проходив службу в 111-й окремій розвідувальній роті 74-ї стрілецької Київської дивізії.
23 квітня 1944 року у складі взводу розвідників зайшов у ворожий тил та вислідив розвідгрупу супротивника. Під час сутички з німецькими військовиками рядовий Клименко, вступивши у рукопашний бій з ворогом, особисто вбив одного солдата та врятував від неминучої загибелі командира взводу, знешкодивши та захопивши в полон ще одного окупанта.
30 квітня 1945 року, під час проведення розвідувальної діяльністі в районі висоти 1107, Миколі Клименку вдалося захопити в полон двох солдат супротивника, що надали цінні відомості про розташування німецьких військ.
У повоєнні роки тривалий час працював у кузні Київського електровагоноремонтного заводу.
Помер 1 грудня 2018 у віці 93 років.

## Нагороди
- Орден Вітчизняної війни II ст. (6 квітня 1985)[1]
- Орден Слави III ст. (5 травня 1944) — за зразкове виконання бойових завдань командування на фронті боротьби з німецькими загарбниками та проявлені при цьому звитягу та мужність[2]
- Медаль «За відвагу» (17 травня 1945)[3]
- Медаль «Ветеран праці»[4]